# Раноккья, Андреа
Андре́а Рано́ккья (итал. Andrea Ranocchia; 16 февраля 1988, Бастия-Умбра, Италия) — итальянский футболист, игравший на позиции центрального защитника.

## Карьера
Андреа Раноккья начал карьеру в молодёжном составе «Перуджи», откуда перешёл в «Ареццо». В сезоне 2006/07 он дебютировал в составе «Ареццо», проведя в общей сложности 24 матча и забив 1 гол. Однако выступление Раноккьи не спасло клуб от вылета в Серию С1. Проведя ещё один сезон в «Ареццо», Раноккья был куплен клубом «Дженоа», выкупившем половину контракта футболиста, который сразу же отдал его в аренду в «Бари». В первом же сезоне Раноккья провёл за клуб 17 встреч и забил 1 гол, к концу сезона имея место основного защитника команды. Летом 2009 года «Дженоа» полностью выкупила контракт Ранокьи и продолжила арендное соглашение игрока. 23 августа 2009 года Раноккья дебютировал в Серии А в матче с «Интернационале», который завершился вничью 1:1. 18 октября он забил свой первый гол в высшем итальянском дивизионе, поразив ворота «Кьево»; его команда выиграла 2:1. В сезоне 2009/10 Раноккья составил дуэт в центре обороны «Бари» вместе с Леонардо Бонуччи, действуя очень эффективно: к середине первого круга клуб занимал второе место по наименьшему количеству пропущенных мячей. Зимой Раноккьей стали интересоваться несколько клубов — российский «Рубин» и миланский «Интер». 10 января 2010 года, в матче с «Фиорентиной», Раноккья получил тяжёлую травму — разрыв передней крестообразной связки правого колена, из-за чего пропустил остаток сезона. Несмотря на травму, «Интер» по-прежнему хотел выкупить трансфер футболиста, предлагая 15 млн евро. 21 июля 2010 года «Интер» выкупил половину трансфера Раноккьи за 6 млн евро. В декабре «нерадзурри» вновь попытались купить футболиста. 27 декабря 2010 года Андреа присоединился к «нерадзурри», а в среду 29 декабря провёл свою первую тренировку в составе новой команды. 3 января 2011 года Раноккья подписал контракт с «Интером» сроком до 30 июня 2015 года; сумма трансфера составила 12 млн евро.

## Международная карьера
Раноккья начал международную карьеру в молодёжной сборной Италии, дебютировав 21 августа 2007 года в матче с Францией, в котором итальянцы победили 2:1. Раноккья был участником сборной, выступавшей на предолимпийском турнире в Пекине, где 22 июня 2008 года сыграл 1 матч с Румынией, завершившемся вничью 1:1. В 2009 году Раноккья участвовал в молодёжном чемпионате Европы. Во время подготовки к турниру, 9 июня, Андреа забил свой первый мяч за сборную в товарищеской игре с Данией.
17 ноября 2010 года Раноккья дебютировал в составе первой сборной в матче с Румынией (1:1).

## Достижения

### Командные
«Бари»
- Победитель Серии B: 2008/09

«Интернационале»
- Чемпион Италии: 2020/21
- Обладатель Кубка Италии: 2011, 2022
- Обладатель Суперкубка Италии: 2021

### Личные
- Команда года (Серия A): 2010/11